# Pierielub
Pierielub (ros. Перелюб) – wieś (sieło) w Rosji, w obwodzie saratowskim, ośrodek administracyjny rejonu pierielubskiego. W 2010 liczyła 4774 mieszkańców.